# Lista de prêmios e indicações recebidos por Denzel Washington
Ao longo de sua extensa carreira em teatro, cinema e televisão, o ator, produtor e diretor estadunidense Denzel Washington recebeu e foi indicado a inúmeros prêmios por sua performance ou participação em projetos artísticos relevantes, sendo considerado um dos mais expressivos atores de sua geração. Washington é vencedor de dois Prêmios da Academia, dois Prémios Globo de Ouro, um Prêmio Screen Actors Guild e um Prêmio Tony além de ter sido indicado frequentemente ao Prêmio Grammy e ao Prêmio Emmy do Primetime. Em reconhecimento à sua extensa e multifacetada carreira, o cineasta também já recebeu diversos prêmios honorários como o Prêmio Britannia do BAFTA Los Angeles em 2007, o Prémio Cecil B. DeMille em 2016 e o Prêmio AFI Life Achievement em 2019, dentre outros. Em 2022, Washington recebeu do Presidente dos Estados Unidos Joe Biden a Medalha Presidencial da Liberdade, sendo esta a mais alta honraria concedida a cidadãos estadunidenses por suas contribuições à cultura e sociedade do país. Washington figura como um dos oito atores estadunidenses e o único afro-americano indicado ao Óscar em cinco diferentes décadas (1980 a 2020), juntamente com Laurence Olivier, Katharine Hepburn, Paul Newman, Jack Nicholson, Michael Caine, Meryl Streep e Frances McDormand.
Em atividade no cinema desde o início da década de 1980, Washington foi indicado a diversos prêmios após sua atuação como o ativista sul-africano Steve Biko no drama biográfico Cry Freedom  (1985), incluindo o Óscar de Melhor Ator Coadjuvante e o Prêmio Globo de Ouro de Melhor Ator Secundário em Cinema. Anos depois, o ator foi novamente indicado e saiu como vencedor destas mesmas categorias por sua performance como o Tenente Silas Trip no drama de guerra Glory (1989). Nos anos seguintes, Washington foi novamente indicado ao Óscar por sua performance como o ativista norte-americano Malcolm X no filme homônimo de 1992 e venceu pela primeira vez o Prêmio Globo de Ouro de Melhor Ator em Filme – Drama por sua performance como o treinador esportivo Rubin Carter no drama biográfico esportivo The Hurricane (1999). Em 2002, Washington tornou-se o segundo ator afro-americano a receber o Óscar de Melhor Ator Principal através de sua performance como o corrupto detetive Alonzo Harris no suspense criminal Training Day (2001), sendo também o primeiro ator afro-americano a vencer mais de uma categoria da premiação. Durante a década de 2000, Washington foi novamente indicado ao Prêmio Globo de Ouro na categoria de Melhor Ator em Filme – Drama e ao Prémio Screen Actors Guild de Melhor Elenco em Cinema por sua performance como o notório mafioso Frank Lucas no suspense criminal American Gangster (2007). Por sua performance no suspense dramático Flight (2012), Washington foi novamente indicado ao Óscar de Melhor Ator e ao Globo de Ouro de Melhor Ator em Filme – Drama, além de indicações ao Prémio Screen Actors Guild e ao Prémio Critics Choice como Melhor Ator em Cinema. O ator foi vencedor de inúmeras premiações por sua performance protagonista no drama Fences (2017), incluindo sua quinta indicação ao Óscar de Melhor Ator Principal e sua primeira vitória com o Prémio Screen Actors Guild de Melhor Ator em Cinema. Nos anos seguintes, Washington recebeu mais indicações por suas respectivas performances no drama político Roman J. Israel, Esq. (2017) e no drama histórico The Tragedy of Macbeth (2021). Por seu trabalho em teatro, Washington recebeu o Prêmio Tony de Melhor Ator Principal em Peça de Teatro após sua performance como Troy Maxon no espetáculo Fences (2010). 

## Prêmios e indicações

### Óscar
O "Óscar" ("Academy Awards") é uma das principais cerimônias de premiações dos Estados Unidos, através do qual a Academia de Artes e Ciências Cinematográficas reconhece anualmente a excelência técnica e performática em produções cinematográficas dos mais distintos gêneros.
| Ano  | Categoria               | Indicado/Obra          | Resultado | Ref.   |
| ---- | ----------------------- | ---------------------- | --------- | ------ |
| 1988 | Melhor Ator Coadjuvante | Cry Freedom            | Indicado  | [ 12 ] |
| 1990 | Melhor Ator Coadjuvante | Glory                  | Venceu    | [ 13 ] |
| 1993 | Melhor Ator Principal   | Malcolm X              | Indicado  | [ 14 ] |
| 2000 | Melhor Ator Principal   | The Hurricane          | Indicado  | [ 15 ] |
| 2002 | Melhor Ator Principal   | Training Day           | Venceu    | [ 16 ] |
| 2013 | Melhor Ator Principal   | Flight                 | Indicado  | [ 17 ] |
| 2017 | Melhor Ator Principal   | Fences                 | Indicado  | [ 18 ] |
| 2018 | Melhor Ator Principal   | Roman J. Israel, Esq.  | Indicado  | [ 19 ] |
| 2022 | Melhor Ator Principal   | The Tragedy of Macbeth | Indicado  | [ 20 ] |

### Globo de Ouro
O "Globo de Ouro" ("Golden Globe Awards") é uma das mais aclamadas cerimônias de premiações dos Estados Unidos, através do qual a Associação de Imprensa Estrangeira de Hollywood reconhece anualmente o nível técnico e performático em produções musicais, cinematográficas e televisivas nos gêneros Drama, Comédia e Musical.
| Ano  | Categoria                     | Indicado/Obra           | Resultado | Ref.   |
| ---- | ----------------------------- | ----------------------- | --------- | ------ |
| 1988 | Melhor Atriz em Filme — Drama | Cry Freedom             | Venceu    | [ 22 ] |
| 1990 | Melhor Coadjuvante em Cinema  | Glory                   | Venceu    | [ 23 ] |
| 1993 | Melhor Ator em Filme — Drama  | Malcolm X               | Indicado  | [ 24 ] |
| 2000 | Melhor Ator em Filme — Drama  | The Hurricane           | Venceu    | [ 25 ] |
| 2002 | Melhor Ator em Filme — Drama  | Training Day            | Indicado  | [ 26 ] |
| 2008 | Melhor Ator em Filme — Drama  | American Gangster       | Indicado  | [ 27 ] |
| 2013 | Melhor Ator em Filme — Drama  | Flight                  | Indicado  | [ 28 ] |
| 2016 | Prémio Cecil B. DeMille       | Prémio Cecil B. DeMille | Venceu    | [ 29 ] |
| 2017 | Melhor Ator em Filme — Drama  | Fences                  | Indicado  | [ 30 ] |
| 2018 | Melhor Ator em Filme — Drama  | Roman J. Israel, Esq.   | Indicado  | [ 31 ] |
| 2022 | Melhor Ator em Filme — Drama  | The Tragedy of Macbeth  | Indicado  | [ 32 ] |

### Prêmio Screen Actors Guild
O "Prêmio do Sindicato dos Atores" ("Screen Actors Guild Awards") foi estabelecido em 1995 pelo Sindicato dos Atores da Cine-Federação Estadunidense de Artistas de Rádio e Televisão (SAG-AFTRA) e destina-se a reconhecer os méritos performáticos e técnicos de produções cinematográficas e televisivas em diversas categorias de premiação que contemplam exclusivamente aspectos de performance.
| Ano  | Categoria                       | Indicado/Obra          | Resultado | Ref.   |
| ---- | ------------------------------- | ---------------------- | --------- | ------ |
| 2000 | Melhor Ator Principal em Cinema | The Hurricane          | Indicado  | [ 35 ] |
| 2002 | Melhor Ator Principal em Cinema | Training Day           | Indicado  | [ 36 ] |
| 2008 | Melhor Elenco em Cinema         | American Gangster      | Indicado  | [ 37 ] |
| 2013 | Melhor Ator Principal em Cinema | Flight                 | Indicado  | [ 38 ] |
| 2017 | Melhor Ator Principal em Cinema | Fences                 | Venceu    | [ 39 ] |
| 2017 | Melhor Elenco em Cinema         | Fences                 | Indicado  | [ 39 ] |
| 2018 | Melhor Ator Principal em Cinema | Roman J. Israel, Esq.  | Indicado  | [ 40 ] |
| 2022 | Melhor Ator Principal em Cinema | The Tragedy of Macbeth | Indicado  | [ 41 ] |

### Prêmio Tony
O "Prêmio Antoinette Perry de Excelência em Teatro" ("Tony Awards") foi estabelecido em 1947 pela American Theatre Wing (The Wing), uma organização não-governamental de fomento às artes cênicas da cidade de Nova Iorque, e destina-se a reconhecer a excelência em performances e produções teatrais apresentadas no circuito Broadway.
| Ano  | Categoria                               | Indicado/Obra     | Resultado | Ref.   |
| ---- | --------------------------------------- | ----------------- | --------- | ------ |
| 2010 | Melhor Ator Principal em Peça de Teatro | Fences            | Venceu    | [ 42 ] |
| 2018 | Melhor Ator Principal em Peça de Teatro | The Iceman Cometh | Indicado  | [ 43 ] |

### Prêmios Grammy
Os "Prêmios GRAMMY" ("The GRAMMY Awards") foram fundados em 1959 pela Academia da Gravação dos Estados Unidos (The Recording Academy), uma organização não-governamental composta por musicistas e companhias fonográficas, e destina-se a reconhecer a excelência em performances e produções técnicas e artísticas da indústria musical estadunidense.
| Ano  | Categoria                         | Indicado/Obra | Resultado | Ref.   |
| ---- | --------------------------------- | ------------- | --------- | ------ |
| 1996 | Melhor Álbum Falado para Crianças | John Henry    | Indicado  | [ 45 ] |